# Collégiale Saint-Étienne de Troyes

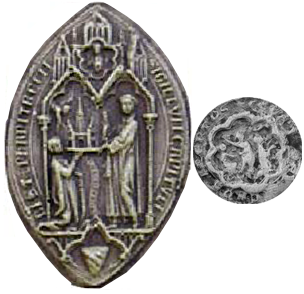
Sceau de fondation : le comte Henri Ier de Champagne à genoux donne l'église à saint Étienne.

La collégiale Saint-Étienne est une église fondée à Troyes en 1157, par le comte Henri Ier de Champagne. Il souhaitait en faire la nécropole de sa famille, la Maison de Blois, mais cette ambition ne se réalisera pas. L'église est démolie pendant la Révolution française.

## Fondation
Le palais des comtes de Champagne comportait une petite chapelle dédiée à saint André, desservie par deux aumôniers. En 1157, Henri Ier de Champagne, dit le Libéral, fonde une grande église dédiée à saint Étienne pour remplacer cette chapelle. Il a pu choisir cette dédicace en mémoire de son oncle, Étienne de Blois roi d'Angleterre de 1135 à 1154. La collégiale et les nombreuses maisons de chanoines sont situées dans le quartier de Troyes que l'on appelle aujourd'hui "le Cloître-Saint-Étienne".
La charte de fondation de Saint-Étienne prévoit neuf dignités et 72 canonicats, ce qui en fait l'un des plus importants chapitres de France. Les dignités sont celles de doyen, sous-doyen, prévot, chantre, sous-chantre, trésorier, cellérier, écolâtre et chevecier.

## Le temporel du chapitre

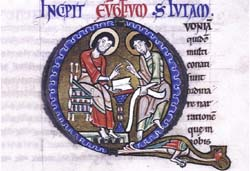
Bible venant de la bibliothèque.

Saint-Étienne est doté par le comte Henri Ier de revenus importants. Dans la ville même de Troyes, le chapitre possède une douzaine de maisons, des droits de passage et des droits de tonlieu sur la vente de produits locaux ; le revenu de la foire du Clos qui dure deux semaines en janvier lui est attribué. En dehors de la ville, le chapitre possède des terres, des moulins, des fours, des dîmes et des droits de péage sur cinq villages ; en 1173 Henri Ier porte son temporel à 24 maisons et lui accorde de percevoir la dîme sur dix villages. Le chapitre perçoit également des revenus provenant des foires de Champagne : tonlieu des draps teints, de la cire, de la vente du sel, du poivre et des poissons salés.
En raison de cette richesse, Saint-Étienne possède un trésor remarquable, avec de nombreuses œuvres d'art, notamment un autel avec une table en or ornée de diamants, utilisé dans la plupart des cérémonies solennelles, et une grande croix en or ornée d'émaux et de pierres précieuses. Cette dernière frappera pour sa beauté le roi Charles V de France en 1367 ; deux membres du chapitre sont chargés de la lui offrir, et elle fait aujourd'hui partie du trésor de la Sainte-Chapelle à Paris.
Ce trésor sera mis à contribution pour aider à payer les rançons des rois de France Jean le Bon en 1360 et François Ier en 1525.

## Histoire
Les travaux de l'église commencent en 1157 ; elle est achevée vers 1171-1172. Selon Annie Prache, elle a été conçue sur le modèle de la cathédrale de Sens ; c'est l'un des premiers édifices gothiques en Champagne méridionale. Elle comportait une nef avec des bas-côtés, sans transept ; l'abside entourée d'un déambulatoire ouvrait sur une chapelle d'axe. Deux tours la flanquaient à hauteur du chœur.
L'église communiquait directement avec les appartements du palais comtal, par une tribune placée à l'entrée de la nef.

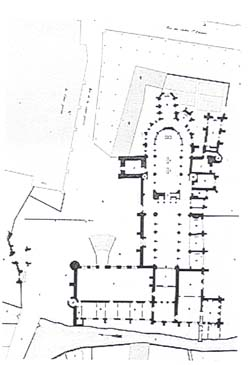
Plan de l'église jouxtant l'ancien palais des comtes de Champagne.

Henri Ier utilise Saint-Étienne en tant que chancellerie, trésor, bibliothèque, et comme sa chapelle privée, entendant ainsi la soustraire à la juridiction de l'évêque de Troyes. En 1171-1772, il entre en conflit à ce sujet avec l'évêque de Troyes Mathieu, mais échoue à obtenir l'indépendance totale.
Henri Ier et son épouse Marie de France, tous deux lettrés, constituent une bibliothèque personnelle qui est assez bien connue ; elle contenait une cinquantaine de manuscrits, qui passent dans le trésor de Saint-Étienne. La bibliothèque de la collégiale est enrichie régulièrement par les chanoines. Les manuscrits seront confisqués lors de la Révolution ; une centaine de manuscrits provenant de Saint-Étienne sont conservés aujourd'hui dans les bibliothèques, la plupart à la Médiathèque de Troyes.
Le comte Henri Ier souhaitait faire de cette collégiale la nécropole de la maison de Champagne. Il y est inhumé avec son fils Thibaut III (1179-1201) : les tombeaux sont placés à l'entrée du chœur, face à l'autel,. Les tombeaux de Henri Ier ont été décrits en détail en 1704 par un chanoine de la collégiale Jean Hugot et il en reste deux gravures réalisées avant la Révolution ; un tombeau est prévu pour sa femme Marie de Champagne.
Cependant, Saint-Étienne n'aura pas la fonction que Henri Ier voulait lui assigner. Marie de Champagne sera inhumée en 1198 dans la cathédrale de Meaux ; un autre fils de Henri, Henri II de Champagne, roi de Jérusalem, meurt accidentellement en 1197 à Saint-Jean d'Acre : il y est enterré dans l'église Sainte-Croix ; l'épouse de Thibaut III, Blanche de Navarre est inhumée en 1229 à l'abbaye d'Argensolles où elle s'était retirée à la fin de sa vie.
Les comtes de Champagne continueront à utiliser le chapitre de Saint-Étienne, ainsi que ses richesses ; ainsi le 15 mai 1223, Thibaud IV utilise comme garantie d'un prêt contracté auprès de l'abbaye de Saint-Denis la table d'or de l'autel et la grande croix d'or. Même si les évêques prennent peu à peu le pouvoir sur la collégiale, les comtes de Champagne gardent des liens étroits avec Saint-Étienne, qui est notamment chargé de conserver les documents administratifs du comté, en particulier le registre de ses fiefs.
En 1266-1268, lors de la tentative d'Ode de Pougy, abbesse de Notre-Dame aux Nonnains, d'empêcher la construction de la basilique Saint-Urbain de Troyes, c'est au doyen de Saint-Étienne, Milon de Bar, et à l'archidiacre de Luxeuil que le pape confie l'enquête.
Vers 1300, le chapitre de Saint-Étienne indique des revenus annuels s'élevant à 3 619 livres, dans le cadre de l'estimation des biens ecclésiastiques du bailliage de Troyes demandée par le roi de France Philippe IV le Bel.
Au XVIe siècle, le sculpteur d'origine florentine Domenico del Barbieri réalise à la demande des chanoines en 1550-1551 un jubé pour la collégiale en forme d'arc de triomphe à trois arches, décoré de statues.

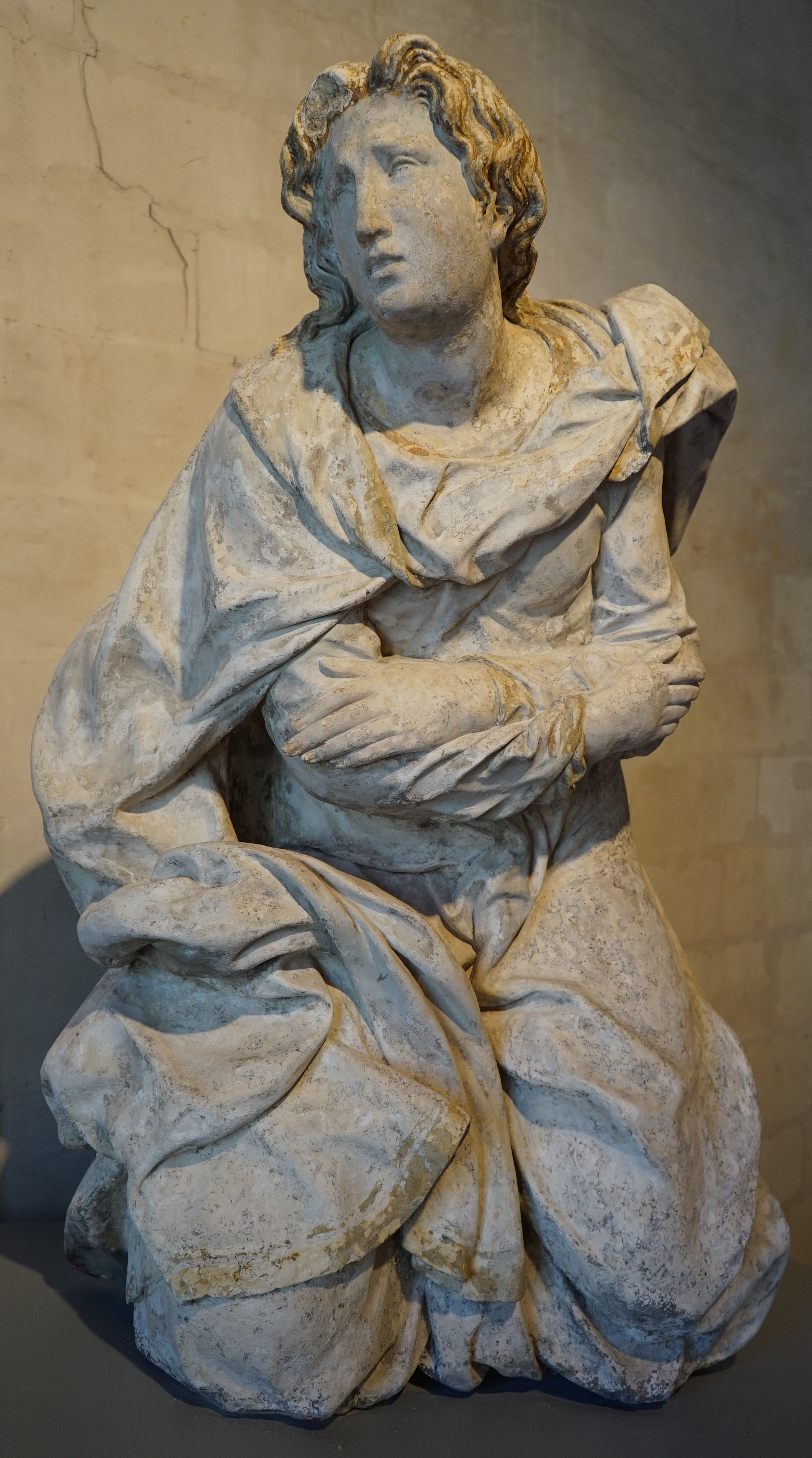
Jean au pied de la Croix.
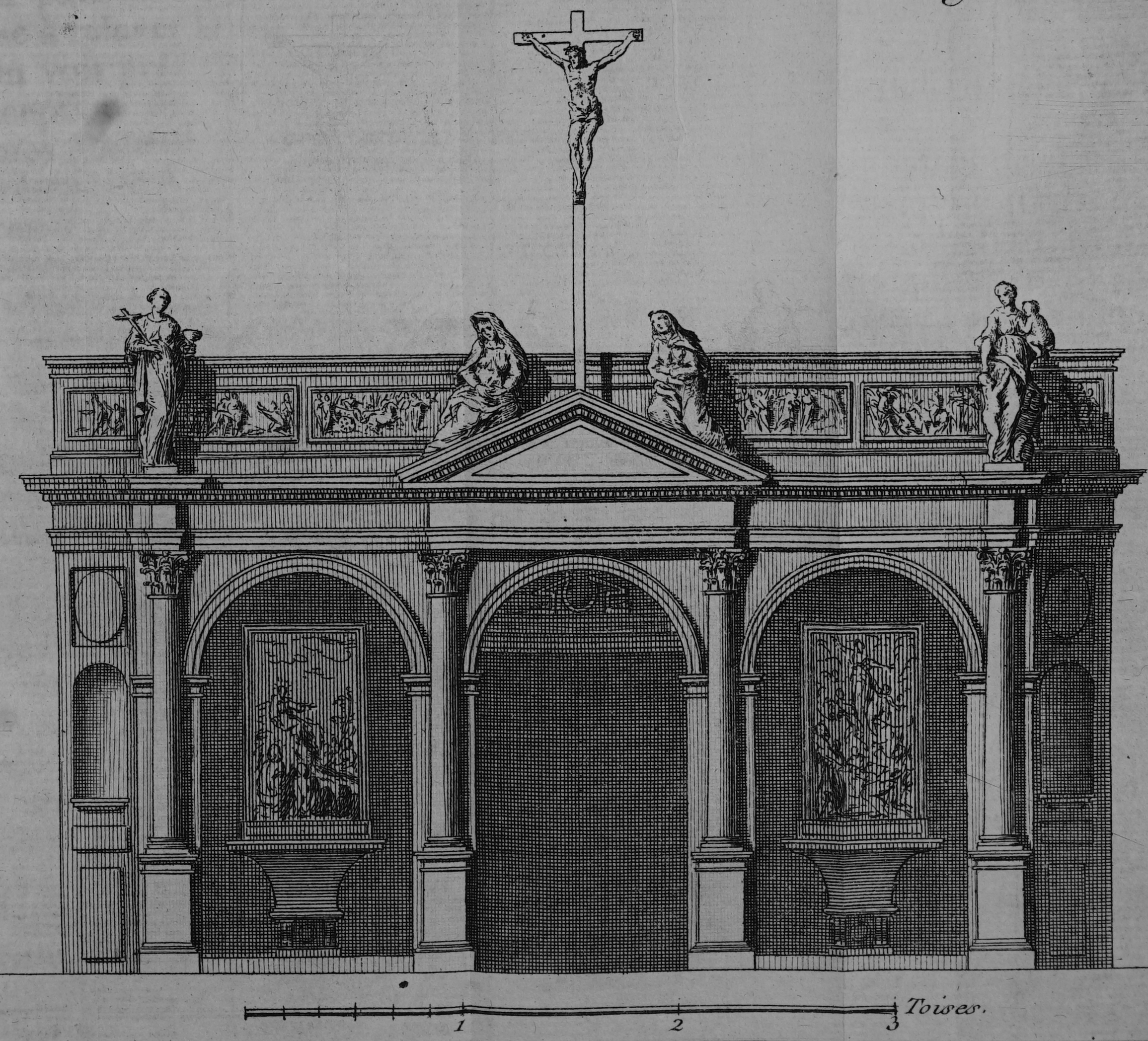
dessin du jubé complet.
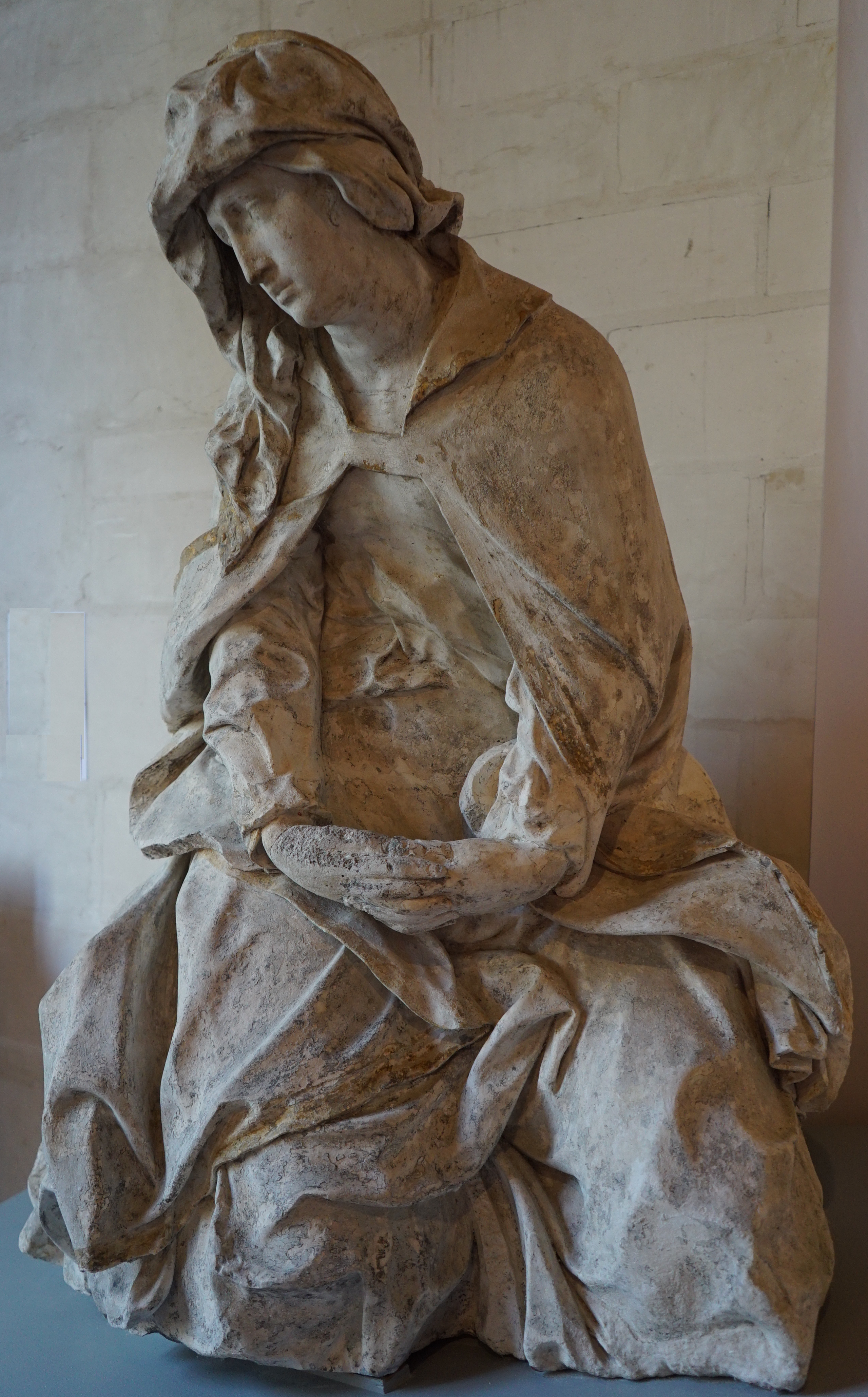
Marie et
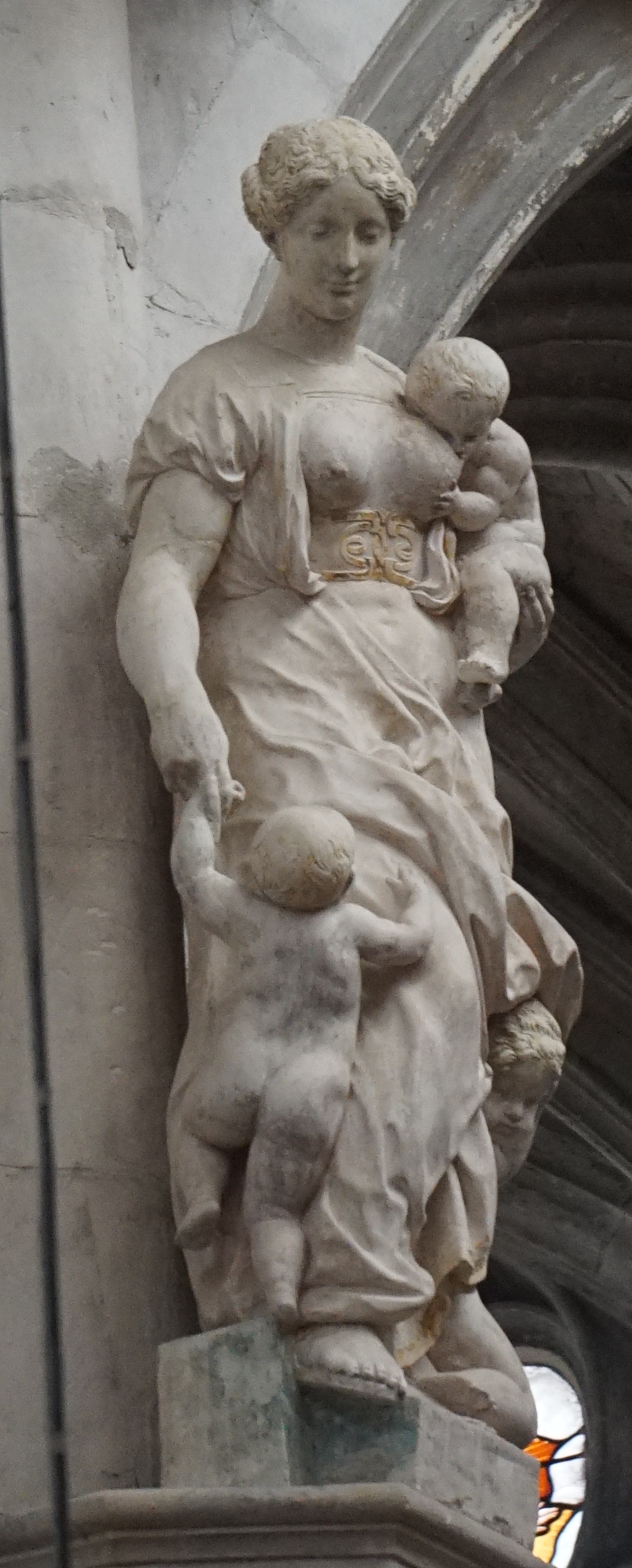
la Charité à droite

Lors de la Révolution française, le chapitre est supprimé en 1790, et la collégiale démolie.
De l'église ne subsistent que des fragments : un chapiteau est conservé au Musée des beaux-arts de Troyes. Quelques vitraux sont conservés dans diverses collections privées et publiques, notamment le vitrail des Miracles de saint Nicolas acquis en 1869 par le Musée de Cluny à Paris. Des groupes sculptés provenant du jubé du milieu du XVIe siècle sont conservés au Musée du Vauluisant à Troyes (Vierge et saint Jean du Calvaire), à l'église Saint-Pantaléon de Troyes (statues de la Foi et de Charité, qui se trouvaient sur les côtés de l'entablement) et à l'église Saint-Étienne de Bar-sur-Seine (quatre bas-reliefs représentant des scènes de la vie de saint Étienne). Une peinture sur bois du milieu du XVIe siècle représentant La Prédication de saint Etienne et des Évangélistes, conservée à la cathédrale de Troyes pourrait provenir, en raison de son iconographie, de l'ancienne collégiale.

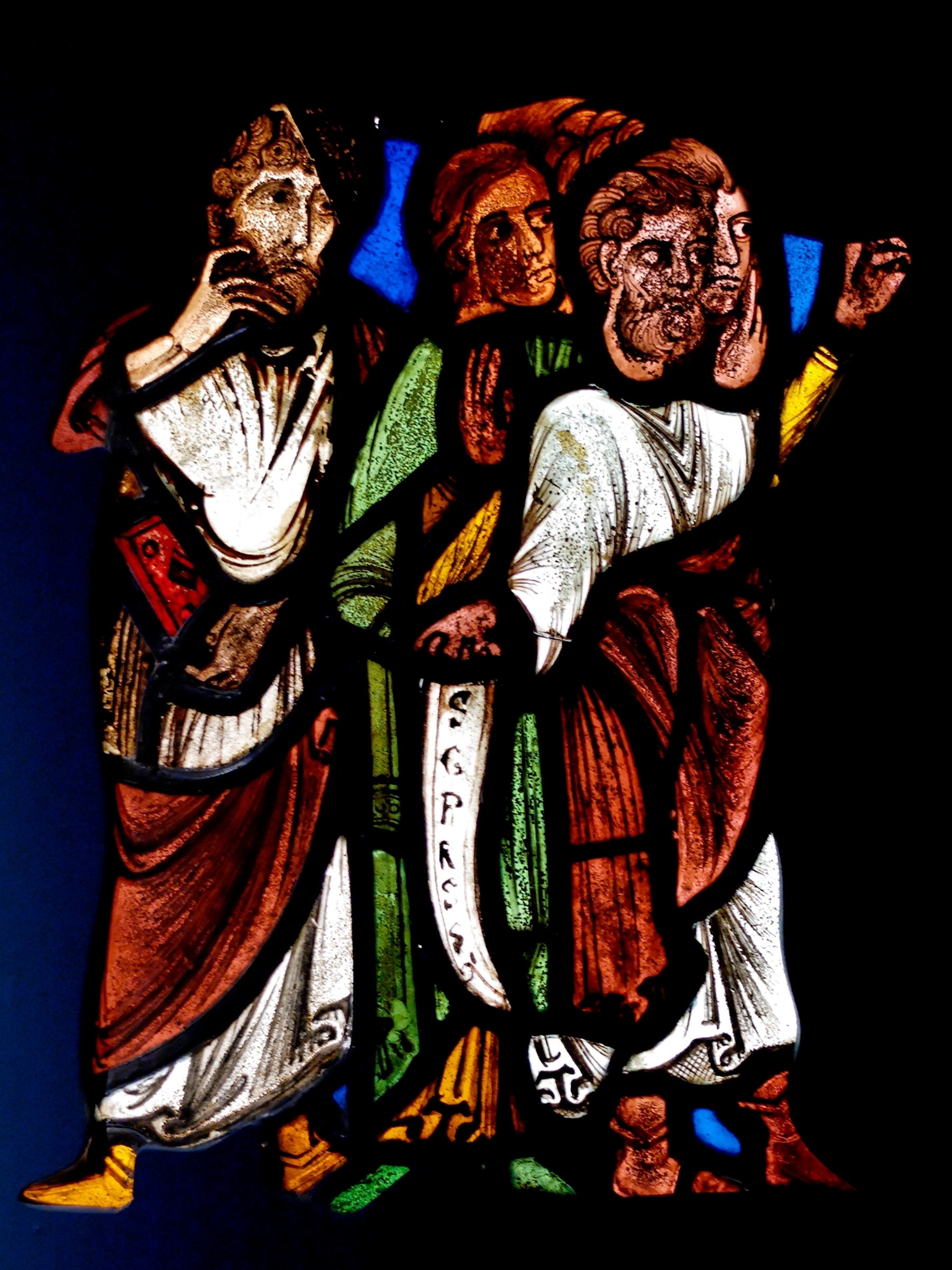
Vitrail des apôtres,
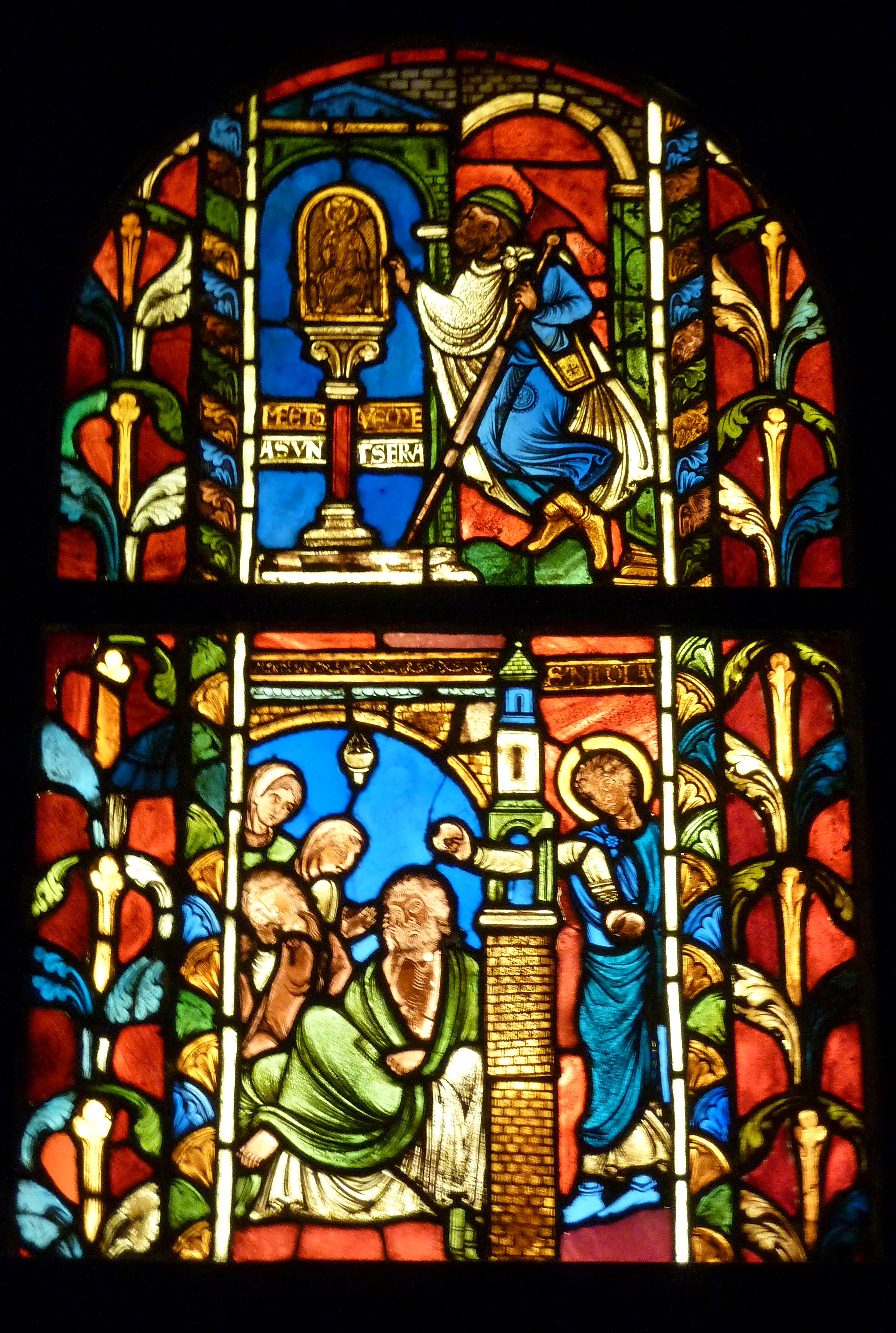
vitrail de st-Nicolas.
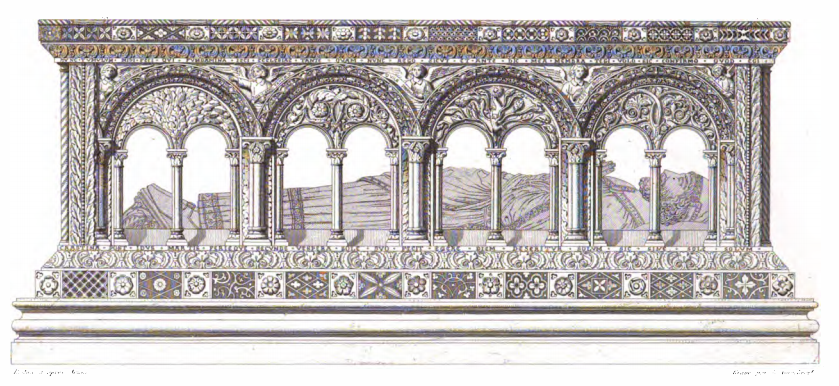
Tombeau du comte Henri le Libéral.

## Les dignitaires de Saint-Étienne
Les dignitaires du chapitre ont appartenu aux grandes familles de Champagne ; ainsi le prévôt Manassès est probablement Manassès II de Pougy qui sera évêque de Troyes de 1181 à 1190. On connaît les noms de plusieurs de ces dignitaires :
- Sous-doyen 1191 : Villain (ou Vilain) de Villehardouin[n 1]
- Doyen et archidiacre 1157-1162 : Manassès de Villemaur
- Chantre 1162–1173 : Jean
- Sous-doyen puis doyen 1186–1193 : Haïce de Plancy[n 2]
- Doyen 1193–1203 : Herbert de Villemaur
- Doyen 1203–1206 : Herbert de Saint-Quentin
- Doyen 1206 : Etienne
- Chevecier 1209 : Dreux de Plancy
- Doyen 1212–1232 : Barthélémi
- Sous-doyen 1212 : Henri, frère de Jean le Breban
- Chantre 1227-1241 : Rainier de Saint-Quentin[24]
- Trésorier 1231 : Artaud de Nogent
- Sous-doyen 1235–1260 : Garsie
- Doyen 1236–1276 : Milon de Bar-sur-Aube[n 3].
- Sous-doyen 1274 : Gui de Launois
- Doyen 1276-1289 : Etienne de Luxeuil
- Doyen 1289–1298 : Garnier de Bricot
- Doyen 1298–1306 : Jean Osanne
- Doyen 1314–1334 : Arnoul de Châlons sur Marne
- Doyen 1337–1342 : Gautier d'Isle Aumont
- Trésorier vers 1350 : Pierre d'Arcis[n 4]
- Doyen 1353–1374 : Jean Charlin dit de Barbonne
- Doyen 1374–1390 : Jean Buridan de Cambrai
- Cellérier vers 1375 : Dominique Tacon[25]
- Doyen 1390–1397 : Etienne de Méry sur Seine
- Doyen 1397–1431 : Nicole le Bourgoing
- Archidiacre 1426 : Jean Lesguisé[n 5]
- Doyen 1431–1438 : Jean du Chêne
- Doyen 1438–1439 : Lambert Milon
- Doyen 1439–1445 : Nicole Clément
- Trésorier 1444-1447 : Pierre Garnier[n 6]
- Ecolâtre 1425-1453 : Thierry Robichon
- Doyen 1445–1475 : Jean Jacob
- Chantre 1472-1478 : Sébastien Mamerot
- Doyen 1476–1483 : Odard Hennequin
- Doyen 1483–1488 : Jean Pinette
- Doyen 1488–1509 : Jean de Vélu
- Doyen 1519–1527 : Pierre Jaquot
- Doyen 1527–1537 : Gilles Guillaume
- Doyen 1537–1562 : Yves Le Tartrier
- Doyen 1562–1565 : Antoine de Jours
- Doyen 1565–1590 : Yves le Tartrier[n 7]
- Doyen 1590–1591 : Jean le Maignan[n 8]
- Doyen 1591–1593 : Odard Hennequin
- Doyen 1593-1614 : Claude Paillot
- Doyen 1614-1634 : Nicolas de la Ferté[n 9]

Parmi les chanoines, le plus connu est le dramaturge Pierre de Larivey, chanoine à partir de 1587.